# Вербівка (Жмеринський район)
Вербі́вка — село в Україні, у Джуринській сільській громаді Жмеринського району Вінницької області. Населення становить 313 осіб.

## Населення

### Мова
Розподіл населення за рідною мовою за даними :
| Мова       | Кількість | Відсоток |
| ---------- | --------- | -------- |
| українська | 313       | 100%     |

## Географія
Через село тече річка Суха, ліва приока Мурафи.